# Karl Axel Thunander
Hans Karl Axel Thunander, född 4 maj 1930 i Svenarums församling i Jönköpings län, död 3 december 2001 i Sankt Peters Klosters församling i Lund i Skåne län, var en svensk musikdirektör och professor.
Karl Axel Thunander var son till disponenten Hans Thunander och Nanny, ogift Henriksson, samt bror till historikern Rudolf Thunander. Familjen tillhör släkten Thunander från Västergötland. Efter studentexamen i Jönköping 1951 läste han vid Musikaliska akademien där han avlade högre organistexamen 1957 samt högre kantorsexamen och musiklärarexamen 1959.
Han blev organist vid Franska reformerta kyrkan i Stockholm 1956, gick över till Förslöv och Grevie 1959, blev tillförordnad domkyrkoorganist i Lund 1961 och därefter organist vid Allhelgonaförsamlingen i Lund från 1962. Han var lärare i musikteori vid Sveriges kyrkliga studieförbund 1958–1961, i harmonilära och kontrapunkt vid Lunds och Malmö musikkonservatorier 1961–1965 och i musikalisk satslära vid Malmö musikkonservatorium från 1965. Han var kurator, sekreterare och ordförande Musikaliska akademiens elevkår 1955–1959.
Karl Axel Thunander gifte sig 1956 med Ann-Mari Olson (1930–2009), dotter till köpmannen Ernst Olson och Linnea Olson. Tillsammans fick de döttrarna Gunilla (född 1957) och Agneta (född 1962).